# Passamaquoddys

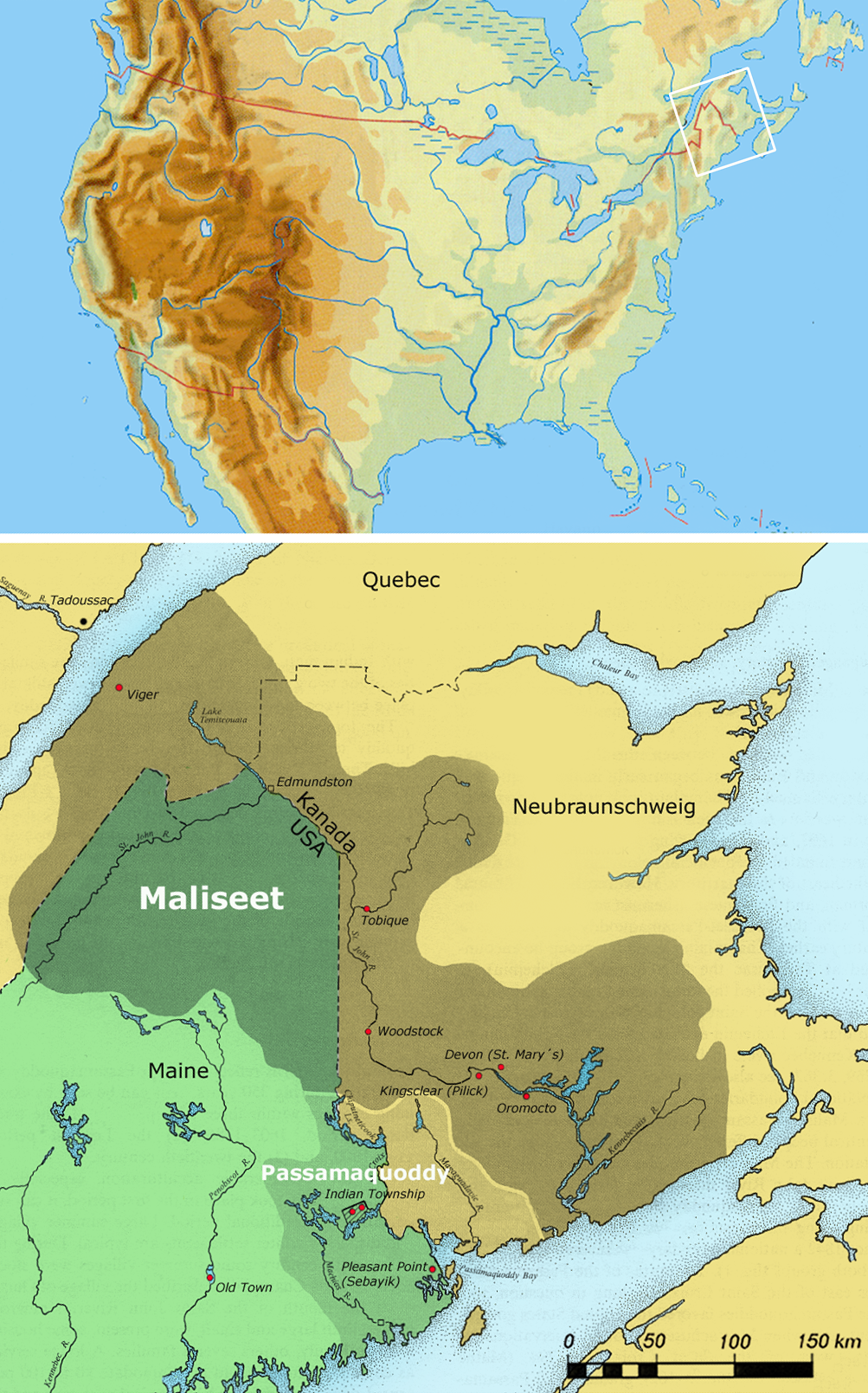
Le territoire des Passamaquoddys.

Les Passamaquoddys, également appelés Etchemins (peut-être confondus avec les Malécites) par les Français, sont une tribu amérindienne d'Amérique du Nord. Elle se nomme elle-même Peskotomuhkati ou Pestomuhkati.
Les Passamaquoddys furent chassés des terres cultivables par les colons européens dès l'arrivée de ces derniers. Aujourd'hui, ils habitent Indian Township Reservation dans le comté de Washington dans l'est du Maine et dans le comté de Charlotte au Nouveau-Brunswick. Au Canada, les Passamaquoddys n'ont pas le statut légal de première nation. Des Passamaquoddys revendiquent toujours le retour sur leur territoire, dans la ville de Saint-Andrews au Nouveau-Brunswick, qu'ils appellent Qonasqamkuk ; là se trouverait leur « capitale » et le cimetière de leurs ancêtres.
Au Maine, la population est de près de 2 500, mais seulement 500 — tous âgés de plus de 50 ans — parlent leur langue. 
Aux États-Unis, les Passamaquoddys sont connus pour une action en justice, Passamaquoddy c. Morton, entamée en 1975, qui par ailleurs a ouvert la voie à plusieurs demandes au Gouvernement américain de la part d'autres tribus de la côte est des États-Unis. Les Passamaquoddys ont en effet reçu 40 millions de dollars quand l'action fut résolue en 1980. Ils ont bien investi et bientôt ils avaient 100 millions de dollars : leur stratégie d'investissement a été étudiée à la Harvard Business School.

## Territoire
Les Passamaquoddys vivent surtout dans l'État américain du Maine.

## Histoire

### Préhistoire
Les origines des Passamaquoddys et des Malécites sont floues mais ils semblent originaires du même peuple, qui se serait séparé en deux au milieu du XVIIIe siècle ou plus tôt. Depuis cette époque, les Malécites sont en effet résident de la vallée du fleuve Saint-Jean, au Nouveau-Brunswick et au Québec, tandis que les Passamaquoddys résident dans la vallée de la rivière Sainte-Croix et au bord de la baie de Passamaquoddy.

### Période traditionnelle (1603-1785)
Il est probable que des pêcheurs européens rencontrent des Passamaquoddys dès le XIVe siècle ou même plus tôt. La première rencontre est documentée par Samuel de Champlain, à Tadoussac en 1603. En 1604, Pierre Dugua de Mons fonde la colonie de l'île Sainte-Croix au centre de leur territoire; elle est abandonnée l'année suivante. Durant cette période, les Passamaquoddys ont surtout des contacts avec les Européens, et ces contacts sont généralement amicaux. Au XVIIIe siècle, le principal village Passamaquoddy est situé à Saint-Andrews.
Après 1784, à la suite de l'arrivée des Loyalistes, la plupart des habitants se rendent à l'île Passamaquoddy. Lorsque cette île est cédée aux Britanniques, ils se déplacent à Pleasant Point, (Sebayik), dans le Maine actuel. En 1794, approximativement 23 000 acres sont concédés aux Passamaquoddys à Pleasant Point; jusqu'à ce jour, près de 8 000 acres ont été utilisés par les Blancs.

### Période loyaliste (1785-1900)
Les Passamaquoddys souffrent de plus en plus de l'acculturation, tandis qu'ils vivent en plus grand nombre dans les villes, où ils vendent de l'artisanat ou travaillent dans les chantiers. D'autres Passamaquoddys vivent à Saint-Andrews, Saint-George ou Saint-Stephen.

### Période contemporaine (1900- )
Au cours du XXe siècle, les réserves les plus isolées sont peu à peu abandonnées au profit des plus centrales. Un autre mouvement pousse une autre partie de la population à quitter les réserves vers des localités plus dynamiques, où une partie sont toutefois assimilés. Plus aucune famille n'a de mode de vie traditionnel au début du siècle. Les Passamaquoddys du comté de Charlotte partent vers les réserves du Maine. La communauté de Calais est abandonnée. Des Passamaquoddys et des Malécites se déplacent dans la réserve Penobscot d'Old Town, au Maine. Le mouvement des Passamaquoddy se poursuit et c'est en fait leur langue qui est utilisée de nos jours à Old Town. De nombreux Malécites et Passamaquoddys se déplacent vers les villes industrielles du Connecticut et du Massachusetts.
En 1820, la population atteint à nouveau le niveau du premier recensement 1612 et, à part certaines périodes de déclin, elle augmente continuellement par la suite. La population double entre 1910 et 1970, passant de 848 à 1 812 personnes.

## Mode de vie

### Mode de vie traditionnel
Ils habitent la frontière séparant le Nouveau-Brunswick au Canada, et le Maine aux États-Unis. Leurs coutumes et leur langue, appartenant à la famille algonquienne, sont proches de celles de leurs voisins Malécites, Mi'kmaqs et Pentagouets. Les Passamaquoddys faisaient partie de la confédération Wabanaki, regroupant les Pentagouets, les  Malécites, les Abénaquis du Maine et les Micmacs. Ils partageaient une partie de leur territoire avec ces tribus. Avant l'arrivée des Européens, ils n'avaient pas d'histoire écrite mais avaient une vaste tradition orale de leur histoire. Ils furent semi-nomades dans les forêts et sur les côtes de la Baie de Fundy, le Golfe du Maine et la Rivière Sainte-Croix et ses affluents. En hiver, ils se dispersaient et faisaient la chasse à l'intérieur des terres ; en été, ils se rassemblaient et cultivaient du maïs, des haricots et des courges. Ils pêchaient avec lances et non pas avec filets ; leur nom Peskotomuhkat veut dire lieu-lanceur (le poisson qui s'appelle "lieu"). Le nom de la Baie de Passamaquoddy, sur la frontière du Canada et les États-Unis entre Nouveau-Brunswick et Maine, vient des Passamaquoddys. Il y a ceux aussi qui pensent que le nom d'Acadie peut venir du mot quoddy dans le Passamaquoddy

### Occidentalisation
Il n'y a plus de Passamaquoddys de souche, à la suite du grand nombre de mariages interethniques ayant eu lieu depuis le XVIIe siècle.
Malgré cette occidentalisation, une bonne partie du folklore et de la mythologie est toujours connue de la population.

## Culture

### Langue
La plupart des Passamaquoddys ayant grandi sur une réserve connaissent un peu la langue, mais peu sont bilingues. Les jeunes ont tendance à être surtout anglophones. Un nouvel effort de documentation et revitalisation de la langue est le Passamaquoddy-Maliseet Language Portal, qui comporte un dictionnaire et 95 vidéos, sous-titrées en anglais et en passamaquoddy, de conversation entre locuteurs parlant couramment.

### Mythologie et religion
Koluscap est le héros mythique des Passamaquoddys et des Malécites, responsable de plusieurs phénomènes naturels et de la forme actuelle des animaux. Les personnages mythologiques représentent les qualités humaines : Malsum, le frère jumeau de Koluscap, représente le mal; Tortue est à la fois bouffonne et l'objet de risée; mahtoqehs, le grand lièvre, est à la fois farceur et dupe; tous sont des chamans. D'autres légendes on rapport aux géants cannibales en provenance du grand nord.
Il existe de nombreux autres personnages surnaturels, classés en trois catégories: les agents de contrôle social, les prédécesseurs et le sources de pouvoirs spéciaux. L'apotamkin est représentatif du premier groupe; un équivalent du Bonhomme Sept Heures ou du Croque-mitaine, il garde des enfants prisonniers de la glace à l'automne ou laissés sur des plages sans surveillance. Kehtaqs est un fantôme, annonçant une catastrophe; selon la légende, un Malécite de Woodstock est devenu un khetaqs et sa clameur est audible à chaque fois qu'une tempête approche alors que son rire morne peut être entendu à la veille d'un décès. Le wesqotewit est une boule de feu plus fréquente que kehtaqs; elle peut être une partie d'une personne pouvant se déplacer sur de grandes distances durant le rêve de cette dernière. Les Passamaquoddys croient au petit peuple. Des morceaux de cornes de wiwilomeq, un escargot de mer géant qui correspondrait en fait à l'alligator, conférerait une plus grande puissance à l'acquéreur et lui serait bénéfique s'il avait le courage de se présenter devant wiwilomeq. 
Le sorcier, ou motewolon, est une personne possédant un esprit gardien, le puwhikon; la corne de wiwilomeq peut notamment servir de puwhikon. Si le puwhikon est blessé, le motewolon l'est aussi; seule la personne blessant le puwhikon peut guérir le motewolon. Certaines comportements sont tabous, le motewolon ne peut pas tuer le puwhikon, par exemple. Le corps d'un motewolon tué ne pourrit pas; il peut manger les personnes passant à proximité et après en avoir mangé trois, se transforme en un kiwahq, un géant cannibale avec un cœur de glace. La puissance d'un kiwahq est déterminée par la grosseur de son cœur et les femmes kiwahq sont plus fortes.
La danse est associée à la religion mais certaines avaient lieu lors d'exécutions ou avant une bataille. Il existe toujours quelques troupes de danse traditionnelle.
Les sources ne s'entendent pas si un herboriste, ou nutsihpiluwet, est aussi un motewolon. Le nutsihpiluwet peut être un homme ou une femme, et chaque communauté en compte deux ou trois. Ces connaissances sont en fait peu répandues, la croyance voulant que les remèdes perdent de leur efficacité à chaque fois qu'une nouvelle personne les apprend. Un inventaire complet a toutefois été fait et certaines nutsihpiluwet sont toujours en activité.

### Sport et jeux
L'altestakon est un jeu de hasard toujours utilisé, se jouant avec un bol du même nom, des dés et des osselets. 
Traditionnellement, des sports semblables au baseball et au soccer (football) étaient pratiqués, en plus de la crosse ; le baseball était pratiqué au printemps, lorsque les différentes tribus se réunissaient après la chasse. Le baseball moderne est adopté vers les années 1920 et devient le sport le plus populaire.
D'autres jeux d'adresses et de tir ainsi que la course à pied étaient populaires, particulièrement à la réunion du printemps; ceux-ci ont été supplantés par le tir à la carabine à la fin du XIXe siècle.
La danse de l'échange, accompagnée d'une chanson, avait lieu à l'hiver et consistait à passer des objets d'une personne à l'autre, dans le but de donner un objet sans valeur ou curieux à une personne insouciante.